# Éric Winogradsky
Éric Winogradsky, né le 22 avril 1966 à Neuilly-sur-Seine, est un joueur et entraîneur de tennis français.

## Biographie
Dans sa jeunesse, il joue dans le club de USC Magny-en-Vexin (Val-d'Oise). En 1988, il y jouera, pour remercier son club, un match amical contre Mansour Bahrami.
Il n'a jamais atteint de finale ATP en simple et son meilleur classement en simple fut une 89e place en 1987. Par contre, ses performances en double sont plus remarquables puisqu'il a remporté deux titres (à Toulouse en 1989 et à Kitzbühel en 1990), atteint deux autres finales (à Roland-Garros et au Paris Indoor en 1989) et obtenu son meilleur classement, 17e, en 1990.
Il a remporté les tournois Challenger de Vienne en 1987 en battant Petr Korda et Mark Woodforde et de Valkenswaard aux Pays-Bas en 1989 en battant notamment Karel Nováček.
Son principal fait de gloire a été sa victoire sur Stefan Edberg, alors no 3 mondial, au 2e tour de Roland-Garros en 1987, qui lui avait permis d'accéder à son meilleur résultat dans un tournoi du Grand Chelem en simple.
Il est ensuite devenu entraîneur de Jo-Wilfried Tsonga de 2004 à 2011 puis ponctuellement en 2013 de Gaël Monfils.
Depuis juillet 2013, il est responsable du haut niveau masculin à la Fédération française de tennis.
Il est intervenu ponctuellement en tant que consultant pour la chaîne de télévision Eurosport.

## Palmarès

### Titres en double messieurs
| No | Date       | Nom et lieu du tournoi          | Catégorie    | Dotation  | Surface      | Partenaire      | Finalistes                   | Score    |  |
| -- | ---------- | ------------------------------- | ------------ | --------- | ------------ | --------------- | ---------------------------- | -------- |  |
| 1  | 09-10-1989 | Grand Prix de Toulouse Toulouse |              | 225 000 $ | Dur (int.)   | Mansour Bahrami | Todd Nelson Roger Smith      | 6-2, 7-6 |  |
| 2  | 30-07-1990 | Philips Head Cup Kitzbühel      | World Series | 337 500 $ | Terre (ext.) | Javier Sánchez  | Francisco Clavet Horst Skoff | 7-6, 6-2 |  |

### Finales en double messieurs
| No | Date       | Nom et lieu du tournoi    | Catégorie           | Dotation    | Surface         | Vainqueurs                    | Partenaire      | Score               |          |
| -- | ---------- | ------------------------- | ------------------- | ----------- | --------------- | ----------------------------- | --------------- | ------------------- | -------- |
| 1  | 29-05-1989 | Roland-Garros Paris       | G. Chelem           | NC $        | Terre (ext.)    | Jim Grabb Patrick McEnroe     | Mansour Bahrami | 6-4, 2-6, 6-4, 7-65 | Parcours |
| 2  | 30-10-1989 | Open de Paris-Bercy Paris | Championship Series | 1 000 000 $ | Moquette (int.) | John Fitzgerald Anders Järryd | Jakob Hlasek    | 7-6, 6-4            |          |

## Parcours dans les tournois duGrand Chelem

### En simple
| Année | Open d'Australie | Open d'Australie | Internationaux de France | Internationaux de France | Wimbledon | Wimbledon | US Open         | US Open    | Open d'Australie | Open d'Australie |
| ----- | ---------------- | ---------------- | ------------------------ | ------------------------ | --------- | --------- | --------------- | ---------- | ---------------- | ---------------- |
| 1985  | n.o.             | n.o.             | 1er tour (1/64)          | H. Van Boeckel           | —         | —         | —               | —          | —                | —                |
| 1986  | n.o.             | n.o.             | 2e tour (1/32)           | C. Motta                 | —         | —         | —               | —          | n.o.             | n.o.             |
| 1987  | —                | —                | 3e tour (1/16)           | K. Nováček               | —         | —         | 2e tour (1/32)  | L. Pimek   | n.o.             | n.o.             |
| 1988  | —                | —                | 1er tour (1/64)          | J. Berger                | —         | —         | —               | —          | n.o.             | n.o.             |
| 1989  | 2e tour (1/32)   | N. Kulti         | 2e tour (1/32)           | Bo. Becker               | —         | —         | 1er tour (1/64) | J. McEnroe | n.o.             | n.o.             |
| 1990  | 2e tour (1/32)   | K. Nováček       | 2e tour (1/32)           | T. Muster                | —         | —         | —               | —          | n.o.             | n.o.             |

N.B. : à droite du résultat se trouve le nom de l'ultime adversaire.

### En double
| Année | Open d'Australie            | Open d'Australie            | Internationaux de France       | Internationaux de France   | Wimbledon                   | Wimbledon              | US Open                    | US Open                 | Open d'Australie | Open d'Australie |
| ----- | --------------------------- | --------------------------- | ------------------------------ | -------------------------- | --------------------------- | ---------------------- | -------------------------- | ----------------------- | ---------------- | ---------------- |
| 1985  | n.o.                        | n.o.                        | 1er tour (1/32) J.-P. Fleurian | S. Glickstein H. Simonsson | —                           | —                      | —                          | —                       | —                | —                |
| 1986  | n.o.                        | n.o.                        | 1er tour (1/32) T. Tulasne     | J. Kriek J. Lloyd          | —                           | —                      | —                          | —                       | n.o.             | n.o.             |
| 1987  | —                           | —                           | 2e tour (1/16) J.-P. Fleurian  | G. Forget Y. Noah          | —                           | —                      | —                          | —                       | n.o.             | n.o.             |
| 1988  | —                           | —                           | 1er tour (1/32) J.-P. Fleurian | W. Masur M. Woodforde      | 1er tour (1/32) T. Champion | M. Anger G. Holmes     | —                          | —                       | n.o.             | n.o.             |
| 1989  | 1er tour (1/32) T. Champion | G. Layendecker D. Marcelino | Finale M. Bahrami              | J. Grabb P. McEnroe        | 1/8 de finale G. Raoux      | K. Flach R. Seguso     | 1er tour (1/32) M. Bahrami | J. Fitzgerald A. Järryd | n.o.             | n.o.             |
| 1990  | 1/8 de finale J. Hlasek     | J.-P. Fleurian H. Leconte   | 1er tour (1/32) M. Bahrami     | N. Brown M. Schapers       | 1er tour (1/32) M. Bahrami  | M. Petchey D. Sapsford | —                          | —                       | n.o.             | n.o.             |
| 1991  | —                           | —                           | 1er tour (1/32) M. Bahrami     | L. Jensen L. Warder        | —                           | —                      | —                          | —                       | n.o.             | n.o.             |

N.B. : le nom du ou de la partenaire se trouve sous le résultat ; le nom des ultimes adversaires se trouve à droite.

## Coupe Davis
Éric Winogradsky a été sélectionné 3 fois en équipe de France de Coupe Davis : en 1986 contre la Turquie, associé à Thierry Tulasne en double, il battit Demir et Karagoz en trois sets ; en barrages contre la Bulgarie, toujours en 1986, pour remonter dans le groupe mondial ; en 1989, au 1er tour du groupe mondial contre les États-Unis.

## Classement ATP

### En double
Il parvient à la 17e place mondiale — son meilleur classement — le 30 avril 1990. Il se maintient dans les 50 premiers de juillet 1989 à décembre 1990.
En fin de saison :
| Année | 1985 | 1986 | 1987 | 1988 | 1989 | 1990 | 1991 | 1992 | 1993 | 1994 |
| Rang  | 457  | 175  | 160  | 184  | 25   | 49   | 214  | 764  | 369  | 610  |